# Zoborožci
Zoborožci (Bucerotiformes) je řád ptáků, který zahrnuje čtyři čeledě dříve řazené ke srostloprstým (Coraciiformes). K vyčlenění došlo, protože původní skupina srostloprstých by tak byla parafyletická, neboť příbuzní šplhavci (Piciformes) patří dovnitř skupiny. Obývají velkou část západní a střední Afriky, jižní Asii a Melanézii a počítáme-li dudky, i Evropu; žijí převážně v nížinných lesích.

## Systematika
IOC World Bird List k roku 2022 rozeznává následující 4 čeledi:
- dudkovití (Upupidae)
- dudkovcovití (Phoeniculidae)
- Bucorvidae
- zoborožcovití (Bucerotidae)

Do zvláštního řádu dudci (Upupiformes) bývá někdy vyčleňován i dudek chocholatý (jediný žijící druh čeledi dudkovitých).